# Эбби, Эндрю Артур
Эндрю Артур Эбби (англ. Andrew Arthur Abbie; 8 февраля 1905, Джиллингем, Кент, Великобритания — 22 июля 1976, Анли, Аделаида, Австралия) — австралийский анатом и антрополог.

## Биография
Эндрю Артур Эбби родился в семье механика Уильяма Кристи Эбби и Минни Кэтрин. Закончив обучение в математической школе Джозефа Уильямсона, он получил стипендию графства Кент и в 1922 году поступил в Лондонский университет. Спустя год ему пришлось прервать обучение из-за переезда его семьи в Новую Зеландию, а затем в Сидней, где он устроился на работу в страховую компанию. В 1924 году он поступил в Сиднейский университет.
В 1926 году, завершив обучение и получив степень доктора медицины, он занял должность врача-ординатора в Королевском госпитале принца Альфреда. Опыт, полученный в этом госпитале, он использовал для написания своей первой статьи, посвящённой лечению пациента с диабетической комой. В 1932 году ему была вручена стипендия Уолтера и Элизы Холл. На полученные средства он вернулся в Лондон, где работая под руководством Графтона Смита в Университетском колледже Лондона, получил степень доктора философии и премию Джонстона Симингтона. Вернувшись в Австралию, он занял пост старшего преподавателя анатомии в Сиднейском университете и занялся созданием двух анатомических учебников для студентов.